# Ato Institucional n.º 8
O Ato Institucional Número Oito (AI-8) foi o oitavo ato institucional da ditadura militar brasileira. Foi editado em 2 de abril de 1969, por Costa e Silva.

## Contexto histórico
Com o rótulo Anos de Chumbo, tem sido considerado o período mais repressivo da ditadura militar brasileira. Começou em 1968, com a publicação do AI-5 em 13 de dezembro daquele ano, até o final do governo Médici, em março de 1974.
Eleito pela Junta Militar que governou o país, Médici teve a vantagem de assumir em meio ao chamado "milagre econômico brasileiro", um breve período em que o PIB do país cresceu com números de até dois dígitos. Assim, uma boa parte de seu mandato foi caracterizada pela estabilidade econômica, que ajudou o governo em seu esforço para impor uma dura repressão. Alguns reservam a expressão "anos de chumbo", especificamente para o governo dos Medici. O período é marcado pelo feroz combate entre a esquerda e a extrema direita, por um lado, e por outro, o aparato repressivo policial-militar do Estado, eventualmente apoiado por organizações paramilitares e grandes empresas.

## Disposições
Entre outras decisões de natureza burocrática, o AI-8 estabeleceu que os estados, distritos federais e municípios com mais de 200.000 habitantes poderiam fazer reformas administrativas por decreto-lei. Na prática, isso acabou por beneficiar o partido no governo, além de implementar regras cada vez mais restritivas que vieram endurecer o regime autoritário da ditadura militar.
De fato, a partir do AI-8 pode-se deduzir que os militares no poder e o partido governista opta por reforçar a chamada linha-dura de controle da população, favorecendo substancialmente o poder local como uma engrenagem no poder coercitivo do governo da República. Diante de políticas mais liberais, esse período é caracterizado por uma reforma administrativa baseada em decretos, por trás da sociedade, que nem a discute nem conhece, e perdeu o direito de controlar a classe política e suas atitudes.